# TNAに所属する人物一覧
TNAに所属する人物一覧（TNAにしょぞくするじんぶついちらん）は、TNAに所属している人物の一覧である。本項では所属している人物及びかつて所属していた人物について扱う。

## 所属選手

### スーパースター
- AJフランシス（AJ Francis）
- アダム・ソーンズトウ（Adam Thornstow）
- アレックス・シェリー（Alex Shelley）
- ブピンダー・グジャール（Bhupinder Gujjar）
- ブラッ・クトーラス（Black Taurus）
- ブライアン・マイヤーズ（Brian Myers）
- TJパーキンス（TJ Perkins）
- ウィリー・マック（Willie Mack）
- ビル・モリッシー（W. Morrissey）
- エーシー・ロメロ（Acey Romero）
- エディ・エドワーズ（Eddie Edwards）
- カレブ with a K（Kaleb with a K）
- ケニー・キング（英語版）（Kenny King）
- クリス・ベイ（Chris Bay）
- クリス・セイビン（Chris Sabin）
- クレイジー・スティーブ（Crazzy Steve）
- ケン・シャムロック（Ken Shamrock）（ウェイン・シャムロック）
- サミ・キャラハン（Sami Callihan）
- スティーブン・マクリン (Steve Maclin)
- ジェイク・サムシィング（Jake Something）
- ジェイムス・ストーム（James Storm）
- シェラ（Shera）
- ジミー・ジェイコブス（Jimmy Jacobs）
- ジョー・ドーリング（Joe Doering）
- ジョー・ヘンドリー（Joe Hendry）
- ジョシュ・アレキサンダー（Josh Alexander）
- ジョニー・スウィンガー（Johnny Swinger）（ジョニー・パリシ）
- ジョン・スカイラー（John Skyler）
- ヨナ（Jonah）
- ディーナー（Deaner）
- ダイバリ（Daivari）
- トレイ・ミゲル（Trey Miguel）
- ヒース（heath）
- ファラー・バー（Fallah Bahh）
- ブライアン・マイヤーズ（Brain Myers）
- ブラック・タウルス（Black Taurus）
- ヘルナンデス（Hernandez）
- マット・カルドナ（Matt Cardona）
- マイク・ベイリー（Mike Bailey）
- マイケル・ベネット（Mike Bennett）
- マット・ターバン（Matt Taven）
- エイデン・イングリッシュ （Matthew Thomas Rehwoldt）
- ムース（Moose）
- ライノ（Rhyno、Rhino）
- ラリーD（Larry D）
- ラレド・キッド（Laredo Kid）
- リッチ・スワン（Rich Swann）
- ルスター"ザ・レジェンド"（Luster "The Legend"）

### ノックアウト
- アリーシャ・エドワーズ（Alisha Edwards）
- アリーシャ・エドワーズ（Ash by Elegance）
- ダニ・ルナ（Dani Luna）
- キンバー・リー（Kimber Lee）
- ジェシカ・ハボック（Jessicka Havok）
- ジェシカ・マッケイ（Jessica McKay）
- ジョーディン・グレイス（Jordynne Grace）
- ジゼル・ショー（Gisele Shaw）
- サバンナ・エバンズ（Savannah Evans）
- ステファニー・デ・ランドレ（Stephanie De Landre）
- テッサ・ブランチャード（Tessa Blanchard）
- テニール・ダッシュウッド（Tenille Dashwood）（エマ）
- ハーレー・ハドソン（Harley Hudson）
- ヘザー・レックレス（Heather Reckless）
- ターシャ・スティール（Tasha steelez）
- ダニ・ルナ（Dani Luna）
- ジェシカ・ハヴォック（Jessicka Havok）
- ジョディ・スレット（Jody Threat）
- キラー・ケリー（Killer Kelly）
- リー・イリー（Léi Ying Lee）
- マーシャ・スラモビッチ（Masha Slamovich）
- レイチェル・エラリング（Rachael Ellering)
- ローズマリー（Rosemary）（PJタイラー、コートニー・ラッシュ）
- ザイヤ・ブルックサイド（Xia Brookside）

### タッグチーム

#### スーパースター
- モーターシティ・マシンガンズ（Motor City Machine Guns）（クリス・セイビン & アレックス・シェリー）
- グッド・ブラザーズ（Good brothers）（カール・アンダーソン & ルーク・ギャローズ）
- VOW（Veterans of War）（メイウェザー & ウィルコックス）

#### ノックアウト
- レディ・スクワッド（Lady Squad）（ローレル・ヴァン・ネス & シエナ）

## スタッフ

### レフェリー
- アール・ヘブナー（Earl Hebner）

### リングアナウンサー
- ジェレミー・ボラッシュ（Jeremy Borash）

### インタビュアー
- クリスティー・ヘミー（Christy Hemme）
- ジェイソン・ジェントリー（Jason Gentry）

### 実況
- ジョシュ・マシューズ（Josh Mathews）

### 解説
- ディアンジェロ・ディネロ（D'Angelo Dinero）

### プロデューサー
- アル・スノー（Al Snow）
- ロン・ハリス（Ron Harris）
- ドン・ハリス（Don Harris）
- パット・ケニー（Pat Kenney）
- スコット・ダモール（Scott D'Amore）
- ゲイル・キム（Gail Kim）

## 歴代所属選手

### スーパースター
- A-1
- AJスタイルズ（AJ Styles）
- アビス（Abyss）（ジョセフ・パーク）
- アルベルト・エル・パトロン（Alberto El Patrón）（アルベルト・デル・リオ、ドス・カラス・ジュニア、エル・パトロン・アルベルト）
- BGジェイムス（BG James）（ロード・ドッグ）
- D-レイ・3000（D-Ray 3000）
- DJZ（ジーマ・アイオン、シーマ・ザイオン）
- MVP
- X（ジャン＝ピエール・ラフィット）
- アーロン・レックス（Aron Rex）（ダミアン・サンドウ)
- アイドリス・エイブラハム（Idris Abraham）
- アヴァ・ストーリー（Ava Storie）
- アクシス（Axis）
- アシュリー・ハドソン（Ashley Hudson）
- アズラエル（Azrael）
- アダム・ウィンドソル（Adam Windsor）
- アダム・ジェイコブス（Adam Jacobs）
- アダム・ソーンストー（Adam Thornstowe）
- アナーキア（Anarquia）
- アレックス・シルヴァ（Alex Silva）
- アポロ（Apolo）
- アメージング・レッド（Amazing Red）（サングリエント）
- アレックス・シェリー（Alex Shelley）
- アレックス・ウィンターズ（Alex Winters）
- アンソニー・イングラム（Anthony Ingram）
- アンソニー・ニース（Anthony Nese）
- アンディ・ダグラス（Andy Douglas）
- アンディ・ジャックス（Andy Jaxx）
- アンドリュー・エバレット（Andrew Everett）
- アンドリュー・マーチン（Andrew Martin）（テスト）
- イーサン・カーター3世（Ethan Carter III）（EC3、デリック・ベイトマン）
- ウィルコックス（Wilcox）（ジャックス・デイン）
- ウェス・ブリスコ（Wes Brisco）
- エース・オースチン（Ace Austen）
- エース・スティール（Ace Steel）
- エイデン・オシェイ（Aiden O'Shea）（ジェイ・ブラッドリー、ライアン・ブラドック）
- エリック・アンドリュース（Arrick Andrews）
- エリック・スティーブンス（Erick Stevens）
- エリック・ダークストーム（Eric Darkstorm）
- エリック・ワット（Eric Watts）
- エリックス・スキッパー（Elix Skipper）
- エルビス（Helvis）
- オーランド・ジョーダン（Orland Jordan）
- オニキス（Onyx）
- カザリアン（Kazarian）
- ガルサ・ジュニア（Garza Jr.）
- ガンナー（Gunner）
- キッド・キャッシュ（Kid Kash）
- キップ・ジェイムス（Kip James）（ビリー・ガン）
- カート・アングル（Kurt Angle）
- キャシー・クイーン（Casey Quinn）
- キャシディー・ライリー（Cassidy Riley）
- ギャレット・ビショフ（Garett Bischoff）
- キング・モー（King Mo）
- クイントン・ジャクソン（Quinton Jackson）
- クリス・アドニス（Chris Adonis）（クリス・マスターズ、クリス・モルデツキー）
- クリスK（Chris Kanyon）（クリス・キャニオン）
- クリス・キャンディード（Chris Candido）（クリス・キャンディード）
- クリス・セイビン（Chris Sabin）
- クリス・ハリス（Chris Harris）
- クリス・ボーン（Chris Vaughn）
- クリス・マイケルズ（Chris Michaels ）
- クリス・メレンデス（Chris Melendez）
- クリスチャン・ケイジ（Christian Cage）（クリスチャン）
- クリスチャン・ヨーク（Christian York）
- クリストファー・ダニエルズ（Christopher Daniels）
- グレゴリー・シェーン・ヘルムズ（Gregory Shane Helms）
- グレン・ギルバーティ（Glen Gilbertti）（ディスコ・インフェルノ）
- ケビン・ナッシュ（Kevin Nash）（ディーゼル）
- ケビン・ノースカット（Kevin Northcutt）
- ケン・シャムロック（Ken Shamrock）
- コンシクエンス・クリード（Consequences Creed）（オースティン・クリード、エグゼビア・ウッズ）
- コーディ・ローデス（Cody Rhodes）
- コーディ・ディーナー（Cody Deaner）
- コナン（Konnan）
- ザ・グレート・サナダ（The Great Sanada）（サナダ）
- サブゥー（Sabu）
- サミュエル・ショー（Samuel Shaw）
- サモア・ジョー（Samoa Joe）
- サンジェイ・ダット（Sonjay Dutt）
- サンドマン（Sandman）
- ジェームズ・ストーム（James Storm）
- ジェイ・ブラッドリー（Jay Bradley）（ライアン・ブラドック）
- ジェイ・リーサル（Jay Lethal）
- シェーン・ダグラス（Shane Douglas）
- ジェシー・ゴッダーズ（Jessie Godderz）
- ジェシー・ニール（Jesse Neal）
- ジェシー・ソーレンセン（Jesse Sorensen）
- ジェスロ・ホリデー（Jethro Holliday）（トレバー・マードック）
- シエナ（Sienna）
- ジェフ・ジャレット（Jeff Jarrett）
- ジェフ・ハーディー（Jeff Hardy）（ウィロー、ブラザー・ネロ）
- ジェリー・リン（Jerry Lynn）
- ジェレミー・バック（Jeremy Buck）
- ジェレル・クラーク (Jerrelle Clark)
- シコシス（初代）（Psicosis）
- シックス・パック（Syxx-Pac）（Xパック）
- ジミー・レイブ（Jimmy Rave）
- シャーク・ボーイ（Shark Boy）
- シャノン・ムーア（Shannon Moore）
- ジューダス・メシアス（Judas Mesias）（リッキー・バンデラス）
- ジュニア・ファトゥ（Junior Fatu）（ファトゥ、ザ・サルタン、リキシ）
- ジョー・E・レジェンド（Joe E. Legend）
- ジョシュ・バーネット（Josh Barnett）
- ジョーイ・ライアン（Joey Ryan）
- ショッカー（Shocker）
- ジョエル・マキシモ（Joel Maximo）
- ジョニー・B・バッド（Jonny B .Bad）
- ジョニー・スウィンガー（Johnny Swinger）
- ジョニー・デバイン（Johnny Devine）（ハボック）
- シン（Sinn）（キザーニー、シン・ボーディ）
- シーク・アブドゥル・バシール（Sheik Abdul Bashir）
- スコット・スタイナー（Scott Steiner）
- スコット・ホール（Scott Hall）（レイザー・ラモン）
- スパッド（Spud）（ロックスター・スパッド）
- スティービー・リチャーズ（Stevie Richards）
- スティーブ・コリノ（Steve Corino）
- スティーブ・マジソン（Steve Madison）
- スニツキー（Snisky）
- スラッシュ（Slash）（ウルフィーD）
- スティング（Sting）
- スリック・ワグナー・ブラウン（Slyck Wagner Brown）
- スワグル（Swoggle）（ホーンスワグル）
- ソニー・シアキ（Sonny Siaki）
- ダイヤモンド・ダラス・ペイジ（Diamond Dallas Page）
- タイラス（Tyrus）（ブローダス・クレイ）
- ダグ・ウィリアムス（Doug Williams）
- ダッチ・マンテル（Dutch Mantell）（ゼブ・コルター）
- ダゴン・ブリッグス（Dagon Briggs）
- ダニー・ドーリング（Danny Doring）
- ダマジャ（The Damaja）（ダニー・バシャム）
- チェイス・スティーブンス（Chase Stevens）
- チャボ・ゲレロ・ジュニア（Chavo Guerrero, Jr.）
- チャンス・プロフェット（Chance Prophet）
- デール・トルボーグ（Dale Torborg）（デーモン、キッス・デーモン）
- ディーボン（Devon）（ディーボン・ダッドリー）
- ディーロ・ブラウン（D'Lo Brown）
- デイビー・リチャーズ（Davey Richards）
- ティグレ・ウノ（Tigre Uno）（エクストリーム・タイガー）
- ティト・オーティズ（Tito Ortiz）
- デスモンド・ウルフ（Desmond Wolfe）（ナイジェル・マッギネス）
- デビッド・ヤング（David Young）
- デリック・キング（Derrick King）
- トニー・ママルーク（Tony Mamaluke）
- トミー・ドリーマー（Tommy Dreamer）
- トムコ（Tomko）
- トライタン（Trytan）（タイタス、ジェイコブ・ダンカン）
- ドリュー・ギャロウェイ（Drew Galloway）（ドリュー・マッキンタイア）
- トレバー・リー（Trevor Lee）
- ドン・キャリス（Don Callis）（サイラス・ザ・ヴァイラス）
- ナックス（Knux）（マイク・ノックス）
- ニュー・ジャック（New Jack）
- ノーマン・スマイリー（Norman Smiley）
- ハーミー・サドラー（Hermie Sadler）
- バシール・バラッカ（Basille Baracca）（シルベスター・ルフォー）
- バシャム（Basham）（ダグ・バシャム）
- バック・クォーターメイン（Buck Quartermain）
- パックマン・ジョーンズ（Pacman Jones）
- バフ・バグウェル（Buff Bagwell）（マーカス・バグウェル）
- ハルク・ホーガン（Hulk Hogan）
- バロン・ダックス（Baron Dax）（マーカス・ルイス）
- バンピーロ（Vampiro）
- ピーティー・ウィリアムズ（Petey Williams）
- ビッグ・ティリー（Big Tilly）
- ビッグ・ブリー・ダグラス（Big Bully Douglas）
- ビッグ・ファット・オイリー・ガイ（Big Fat Oily Guy）
- ビニー・バレンティーノ（Vinnie Valentino）（ブレント・オルブライト）
- ブッカーT（Booker T）
- フベントゥ・ゲレーラ（Juventud Guerrera）
- ブライアン・クリストファー（Brian Christopher）（グランマスター・セクセイ）
- ブライアン・ケンドリック（Brian kendrick）（スパンキー）
- ブライアン・リー（Brian Lee）
- ブラクストン・サッター（Braxton Sutter）（ペッパー・パークス）
- ブラザー・ラント（Brother Runt）（スパイク・ダッドリー）
- ブラック・レイン（Black Reign）（ゴールダスト、ダスティン・ローデス）
- ブラム（Bram）（ケネス・キャメロン）
- ブランディ・ローデス（Brandi Rhodes）（エデン）
- ブリー・レイ（Bully Ray）（ババ・レイ・ダッドリー）
- ブルース（Bruce）（アラン・ファンク、ファンクスター、チチ、キー・ウィー）
- ブルース・スティール（Bruce Steele）（ブルース・サンティー）
- ブルーノ・サッシー（Bruno Succi）
- ブルック （Brooke）（ブルック・テスメイカー）
- ブレット（Bullet）（スティーブ・アームストロング）
- ボー・ダップ（Bo Dupp）
- ポール・ロンドン（Paul London）
- ホセ・マキシモ（Jose Maximo）
- ボビー・ルード (Bobby Roode)（ロバート・ルード）
- ホミサイド（Homicide）
- ホルヘ・エストラーダ（Jorge Estrada）
- マーク・ハスキンス（Mark Haskins）
- マーシー・ロケット（Marshe Rockett）
- マーフィー（Murphy）
- マイカ（Micah）（カマーチョ）
- マイキー・バッツ（Mikey Batts）
- マイク・サンダース（Mike Sanders）
- マイク・バートン（Mike Barton）（バート・ガン）
- マイク・ベネット（Mike Bennett）（マイケル・ベネット、マイク・ケネリス）
- マグナス（Magnus）（ニック・オールディス、ブルータス・マグナス）
- マチェーテ（Machete）
- マックス・バック（Max Buck）
- マット・ハーディー（Matt Hardy）
- マット・ベントレイ (Matt Bentray) （マット・ベントレイ、マイケル・シェーン、マーベリック・マット）
- マット・ストライカー（Matt Stryker）
- マット・モーガン（Matt Morgan）
- マディソン・レイン（Madison Rayne）
- マニック（Manic）（スーサイド）
- マハーバリ・シェラ（Mahabali Shera）（コーヤ）
- マリオ・ボカラ（Mario Bokara）
- マリス（Malice）（ザ・ウォール、ギガンテス）
- マンドリュース（Mandrews）（マーク・アンドリュース）
- ミスター・アンダーソン（Mr. Anderson）（ミスター・ケネディ）
- メイソン・アンドリュース（Mason Andrews）（スコーピオ・スカイ）
- ミック・フォーリー（Mick Foley）
- メイウェザー（Mayweather）（クリムゾン）
- モンティ・ブラウン（Monty Brown）
- ライノ（Rhino）
- ラッシュ・ラルー（Lash LeRoux）
- ボビー・ラシュリー（Bobby Lashley）
- ラスター・ザ・レジェンド（Luster The Legend）
- ラレド・キッド（Laredo Kid）
- ランス・ホイット（Lance Hoyt）（ヴァンス・アーチャー、ランス・アーチャー）
- リクロン（Rycklon）（エゼキエル・ジャクソン）
- リック・サンテル（Rick Santel）
- リック・スタイナー（Rick Steiner）
- リック・フレアー（Ric Flair）
- ルフィ・シルバーステイン（Ruffy Silverstein）
- レイヴェン（Raven）
- レックス・ラビット（Lex Lovett）
- レックス・ルガー（Lex Luger）
- レニー（Lenny）（レニー・レーン）
- レベル（Rebel）
- レリック（Rellik）（ジョニー・ザ・ブル、ジョニー・スタンボリー）
- ロードキル（Roadkill）（アントーニ・ポラスキ）
- ローレル・ヴァン・ネス（Laurel Van Ness）
- ロウ・キー（Low-Ki）（センシ、カヴァル）
- ロドリック・ストロング（Roderick Strong）
- ロヒット・ラジュ（英語版）（Rohit Raju）
- ロビーE（Robbie E）
- ロブ・テリー（Rob Terry）
- ロブ・ヴァン・ダム（Rob Van Dam）
- ロン・キリングス（Ron Killings) （Kクイック、Rトゥルース）

### ノックアウト
- MJジェンキンス（MJ Jenkins）
- アリーシャ（Alisha）
- アリッサ・フラッシュ（Alissa Flash）（チアリーダー・メリッサ）
- アンジェリーナ・パイバーニック（Angelina Pivarnick）
- アンジェリーナ・ラブ（英語版）（Angelina Love）
- オーサム・コング (Awesome Kong) （アメージング・コング、カルマ）
- ウィンター（Winter）
- ODB（英語版）
- クッキー（Cookie）
- クリスタル・ローザン（Crystal Louthan）
- サリータ（Salita）
- サンタナ・ギャレット（Santana Garrett）（ブリタニー）
- サリーナス（Salinas）（アリエル）
- ジャッキー・ゲイダ（Jackie Gayda）（ミス・ジャッキー）
- ジェイド（Jade）（ミア・イム）
- ジャッキー・ムーア（Jacqueline）（ジャクリーン）
- シャーメル（Shamell）（クイーン・シャーメル）
- ダフニー（Daffney）
- タラ（Tara）（ビクトリア）
- タリン・テレル（Taryn Terrell）
- チャイナ（Chyna）
- テイラー・ヘンドリックス（Taeler Hendrix）
- テイラー・ワイルド（英語版）（Taylor Wilde）
- トキシン（Toxxin）（クリスティーナ・ヴォン・イーリー）
- トリニティー（Trinity）
- トレイシー・ブルックス（Traci Brooks）（トレイシー）
- ナース・ヴェロニカ（Nurse Veronica）（シンプリー・ルーシャス）
- ハヴォック（Havok）
- ハマダ（Hamada）
- ブルック・ホーガン（Brooke Hogan）
- ペイトン・バンクス（Payton Banks）
- ベルベット・スカイ（英語版）（Velvet Sky）
- マーティ・ベル（Marti Belle）
- マリア（Maria）
- ミス・テスメイカー（英語版）（Miss Tessmacher）
- ミッキー・ジェームス（Mickie James）
- ラカ・カーン（Rhaka Khan）
- ラクエル（Raquel）
- レイシー・フォン・エリック（Lacey Von Erich）
- レイディー・タパ（Lei'D Tapa）
- レビー・スカイ（Reby Sky）
- ロージー（Rosie）
- ローズマリー（Rosemary）（コートニー・ラッシュ）
- ローレン（Lauren）
- ロキシー（Roxxie）
- ロシータ（英語版）（Rosita）

## 歴代スタッフ
- ウィリー・アルビナ（Willie Urbina）
- エリック・ビショフ（Eric Bischoff）
- ジェームズ・ミッチェル（James Mitchell）
- JJディロン（JJ Dillon）
- ジミー・ハート（Jimmy Hart）
- ジム・コルネット（Jim Cornette）
- スコット・ウィーラー（Scott Wheeller）
- ソウ・カル・バル（So Cal Val）
- タズ（Taz）
- ダスティ・ローデス（Dusty Rhodes）
- ダッチ・マンテル（Dutch Mantel）
- テリー・テイラー（Terry Taylor）
- ドン・ウエスト（Don West）
- ヘクター・ゲレロ（Hector Guerrero）
- ラリー・ズビスコ（Larry Zbyszko）

## 創業者
- ジェリー・ジャレット（Jerry Jarrett）
- ジェフ・ジャレット（Jeff Jarrett）

## 日本人参戦選手
- 石狩太一
- 石森太二
- 上村優也
- えべっさん（初代）
- 大森隆男
- オケイト
- キヨシ
- くいしんぼう仮面
- グレート・ムタ
- 小島聡
- 後藤洋央紀
- 獣神サンダー・ライガー
- 鈴木健想
- タイガーマスク（4代目）
- TAJIRI
- 棚橋弘至
- 土井成樹
- 内藤哲也
- 中之上靖文
- 中邑真輔
- NOSAWA
- 土方隆司
- 平井伸和
- ブルート一生
- 丸藤正道
- 稔
- MAZADA
- 宮本和志
- ミラノコレクションA.T.
- 裕次郎
- 吉野正人